# Gunnar Hounsgaard (historiker)
Gunnar Hounsgaard (født 29. januar 1927 i Broballe på Als, død 12. oktober 2019 i Sønderborg) var en dansk ingeniør og amatørhistoriker med kendskab til luftkrigen over Als og flystyrt i området under anden verdenskrig.
Hounsgaard virkede i flere år som underviser på Sønderborg Teknikum.
Hounsgaard har sammen med Hærens Sergentskole i Sønderborg, været foregangsmand for opsætning af mindesmærker og informationstavler, på nedstyrtningssteder på Als og Sundeved, for allierede fly under verdenskrigen.